# Władysław Worony
Władysław Ołehowycz Worony (ukr. Владислав Олегович Вороний; ur. 13 czerwca 1994) – ukraiński zapaśnik walczący w stylu klasycznym. 
Zajął ósme miejsce na mistrzostwach Europy w 2018. Siódmy w Pucharze Świata w 2016. Drugi na ME U-23 w 2016. Trzeci na ME juniorów w 2014 roku.